# Külz
Külz es un municipio situado en el distrito de Rin-Hunsrück, en el estado federado de Renania-Palatinado (Alemania). Tiene una población estimada, a fines de 2020, de 468 habitantes.
Está ubicado en el centro del estado, en la región de Hunsrück, entre los ríos Mosela al norte, Nahe al sur y Rin al este.